# Thalictrum fusiforme
Thalictrum fusiforme är en ranunkelväxtart som beskrevs av Wen Tsai Wang. Thalictrum fusiforme ingår i släktet rutor, och familjen ranunkelväxter. Inga underarter finns listade i Catalogue of Life.